# Amsterdam Weekly
De Amsterdam Weekly was een gratis Engelstalige krant die sinds 2004 eenmaal per week op woensdag in Amsterdam uitkwam.
De krant verscheen in een oplage van circa 25.000 en was vooral gericht op wat er die week te doen was in Amsterdam en omstreken. Aanvullend had de krant wat randartikelen die in hoofdzaak raakvlakken hadden met kunst en cultuur. In december 2008 verscheen het laatste nummer. De organisatie werd overgenomen door Time Out Amsterdam, dat sindsdien het gelijknamige magazine uitgeeft. Naast de papieren uitgave was de krant ook te downloaden in pdf-formaat.
Sinds 11 december 2012 is Amsterdam Weekly BV failliet.